# Koekkoek (familie)

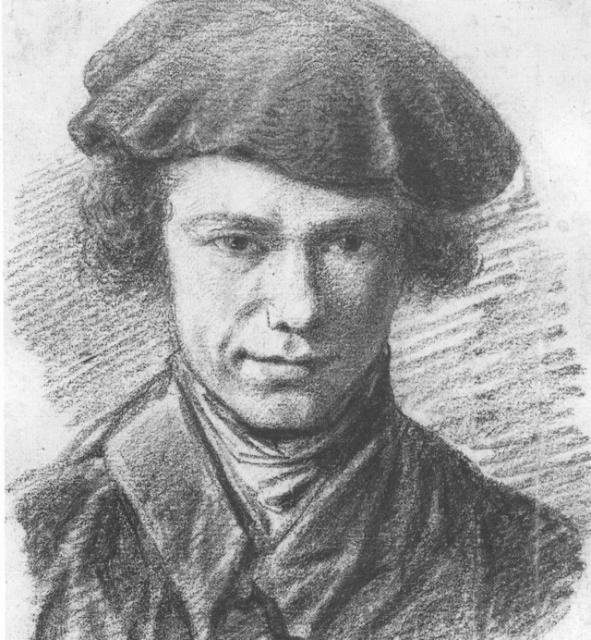
Barend Cornelis Koekkoek, de bekendste telg.

Koekkoek is een Nederlandse familie die een groot aantal kunstschilders heeft voortgebracht. Met zestien schilders in vier generaties wordt de familie beschouwd als de grootste schildersfamilie ter wereld. De uit kunsthistorisch oogpunt belangrijkste was Barend Cornelis Koekkoek (1803-1862), die tijdens zijn leven een gevierd artiest was en als inspirator van de Kleefse schilderschool invulling gaf aan de Nederlandse Romantiek van de negentiende eeuw. Zijn huis, het Haus Koekkoek in Kleef, is sinds 1960 een museum gewijd aan werken van hem en zijn familie.

## Bekende leden
Leden van de familie Koekkoek met artistieke aspiraties zijn:
1. Johannes Hermanus Koekkoek (1778-1851), schilder van voornamelijk zeegezichten;
zijn vier zoons:
  1. Barend Cornelis Koekkoek (1803-1862), landschapsschilder, leerling van zijn vader, gehuwd met kunstschilderes Elise Thérèse Daiwaille; twee van zijn vijf dochters:
    1. Adèle Koekkoek (1838-1919), geboren Adelaide Alexandrine, schilderes van landschappen en stillevens;
    2. Marie Louise Koekkoek (1840-1910), geboren Maria Louise, schilderes van bloemstillevens;

  2. Marinus Adrianus Koekkoek I (1807-1868), landschapsschilder, leerling van B.C.;
zijn zoon:
    1. Pieter Hendrik Koekkoek (1843-1927), landschapsschilder;

  3. Johannes Koekkoek (1811-1831), zee- en landschapsschilder;
  4. Hermanus Koekkoek (1815-1882), marineschilder, leerling van zijn vader;
zijn vier zoons:
    1. Hermanus Koekkoek de Jonge (1836-1909), marineschilder;
zijn zoon:
      1. Stephen Robert Koekkoek (1887-1934), landschapsschilder;

    2. Willem Koekkoek (1839-1895), schilder van vooral stadsgezichten;
zijn zoons:
      1. Hermanus Willem Koekkoek (1867-1929), schilder;
      2. Marinus Adrianus Koekkoek II (1873-1944), tekenaar en schilder;

    3. Johannes Hermanus Barend Koekkoek (1840-1912), marineschilder;
zijn zoon:
      1. Gerardus Johannes Koekkoek (1871-1956), marineschilder;

    4. Barend Hendrik Koekkoek (1849-1902), landschapsschilder.

## Galerij

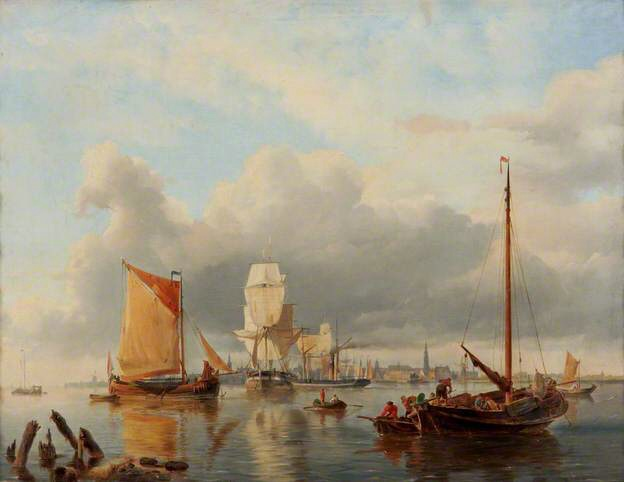
Johannes Hermanus Koekkoek: Gezicht op de Schelde
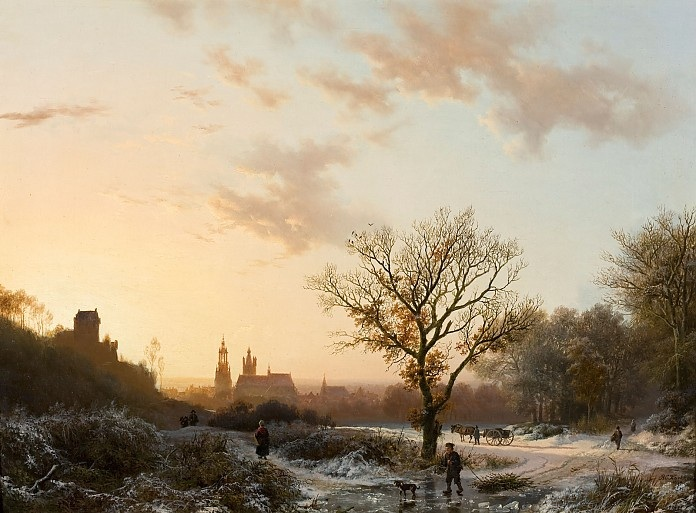
Barend Cornelis Koekkoek: Winterlandschap, gezicht op Kleef
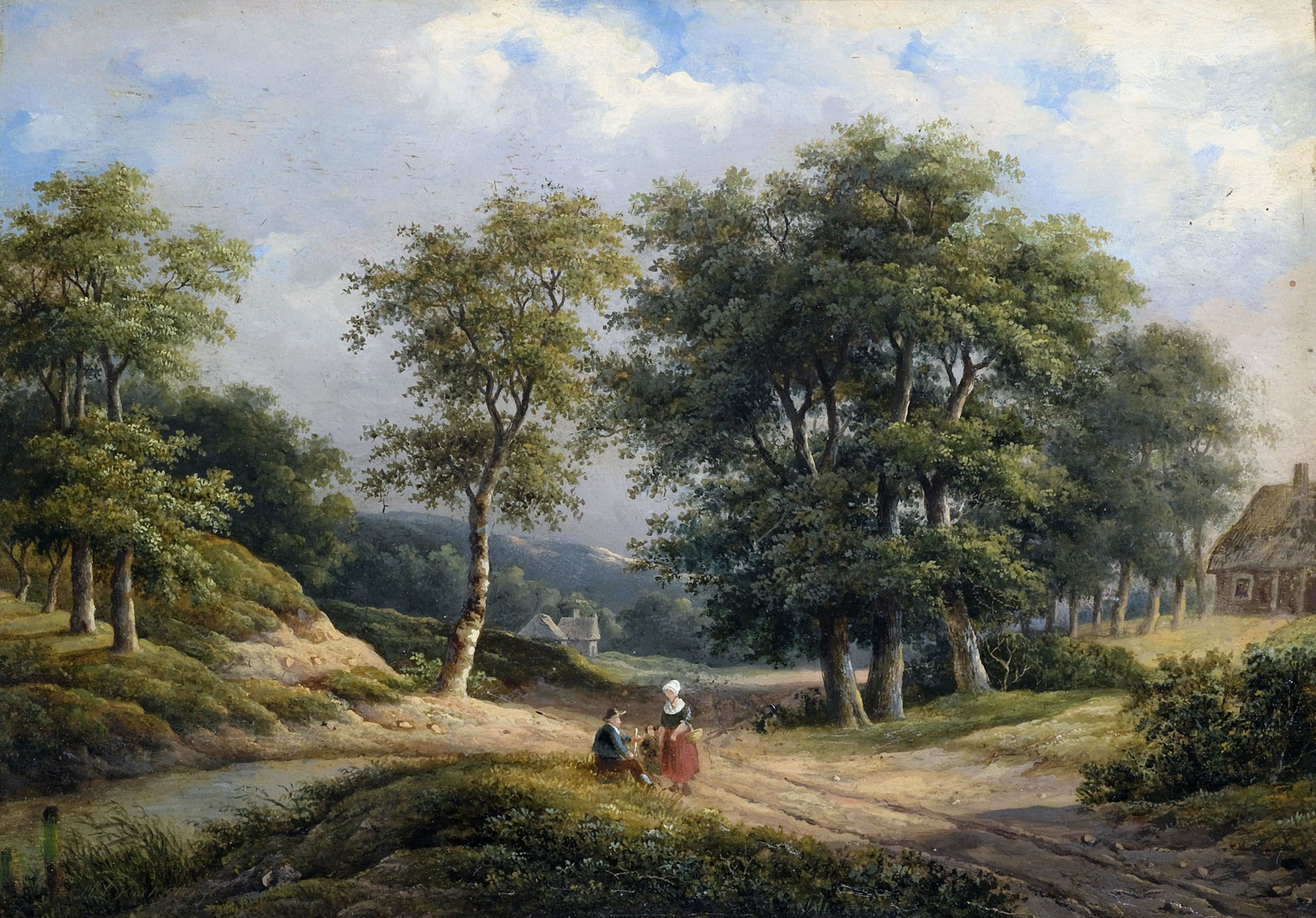
Marinus Adrianus Koekkoek: Hollands landschap met boerenfamilie
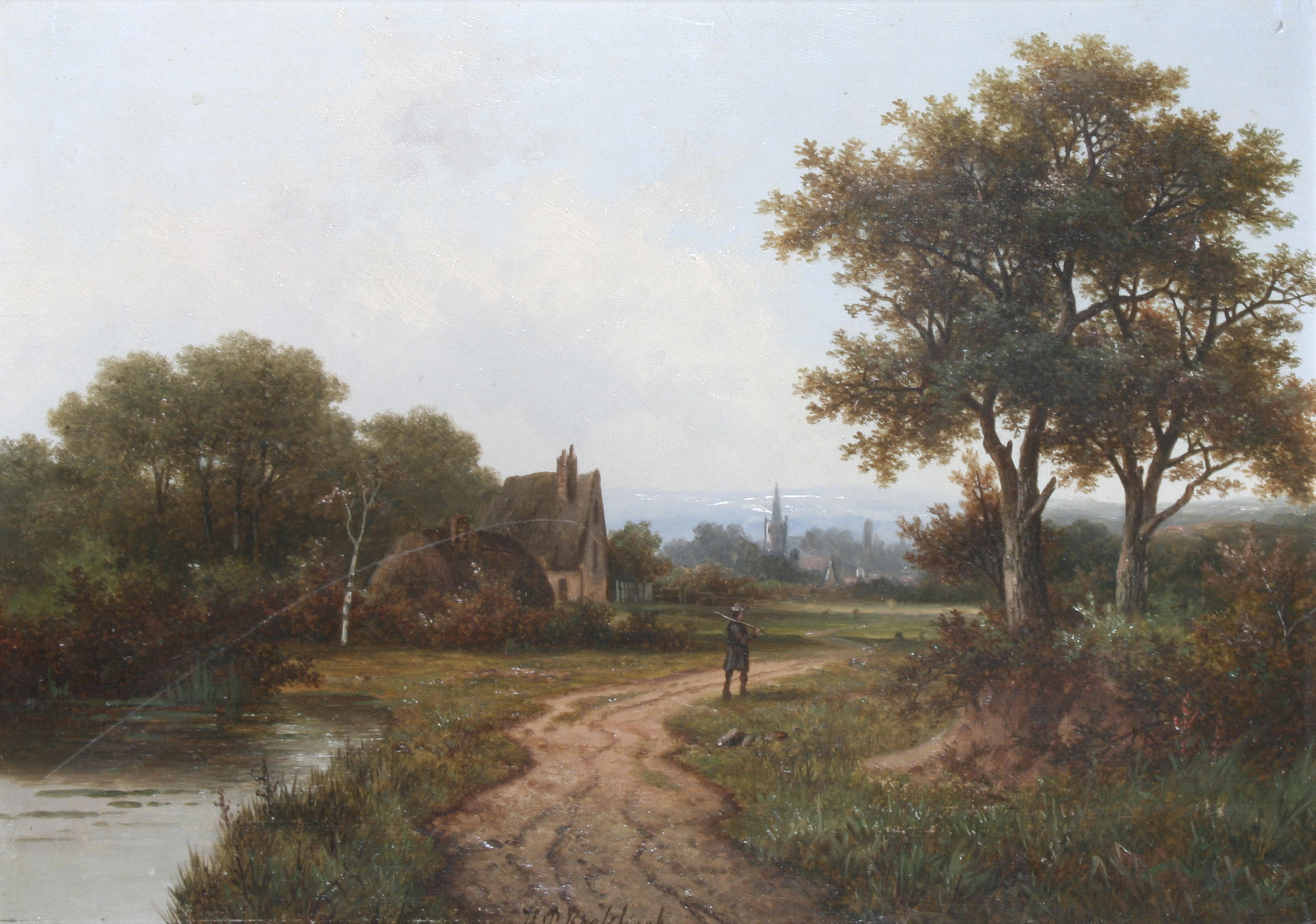
Pieter Hendrik Koekkoek: Reiziger op een landpad bij een hut
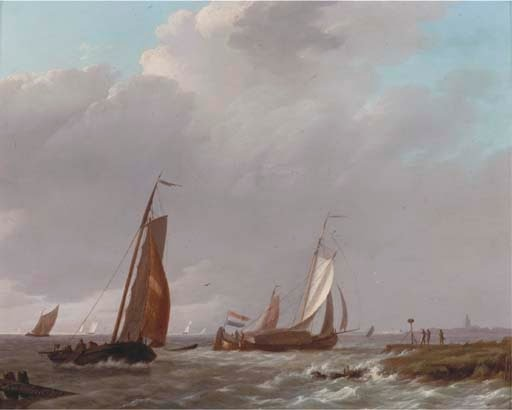
Johannes Koekkoek: Schepen in een stevige bries aan de Hollandse kust
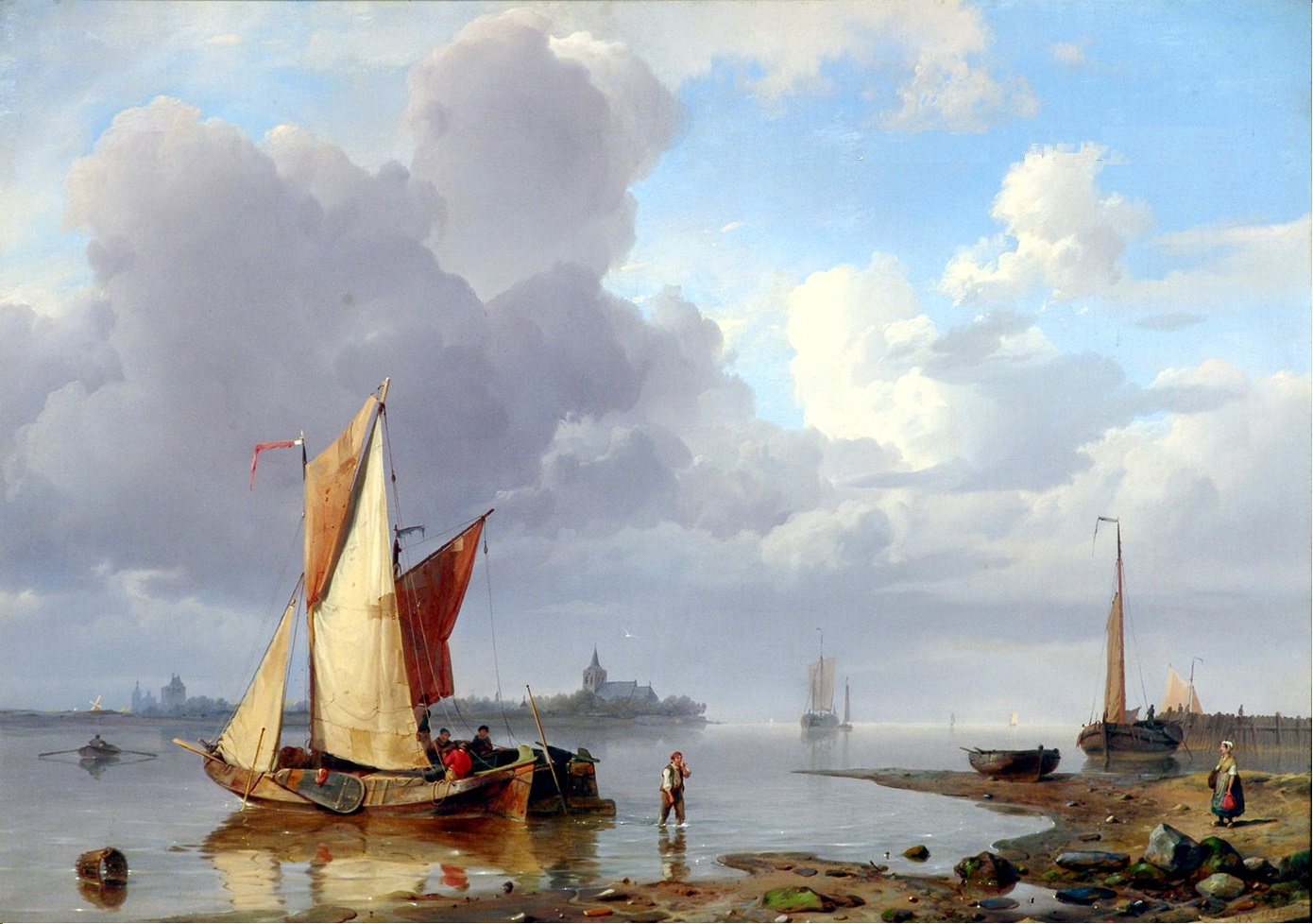
Hermanus Koekkoek: Vissers op de Schelde
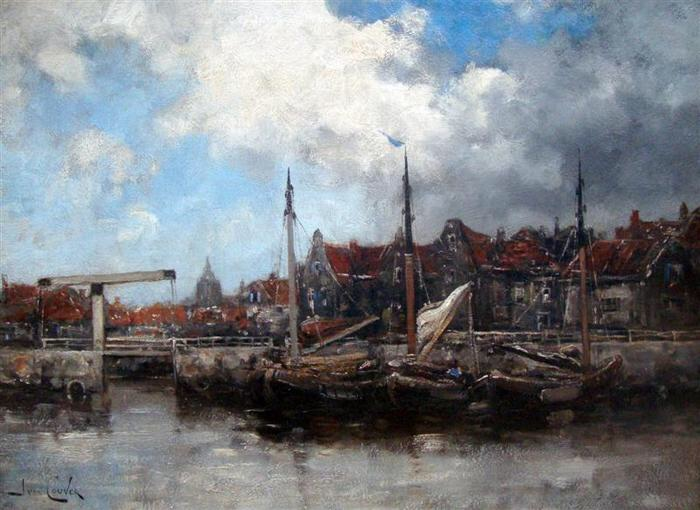
Hermanus Koekkoek de Jonge: Havengezicht
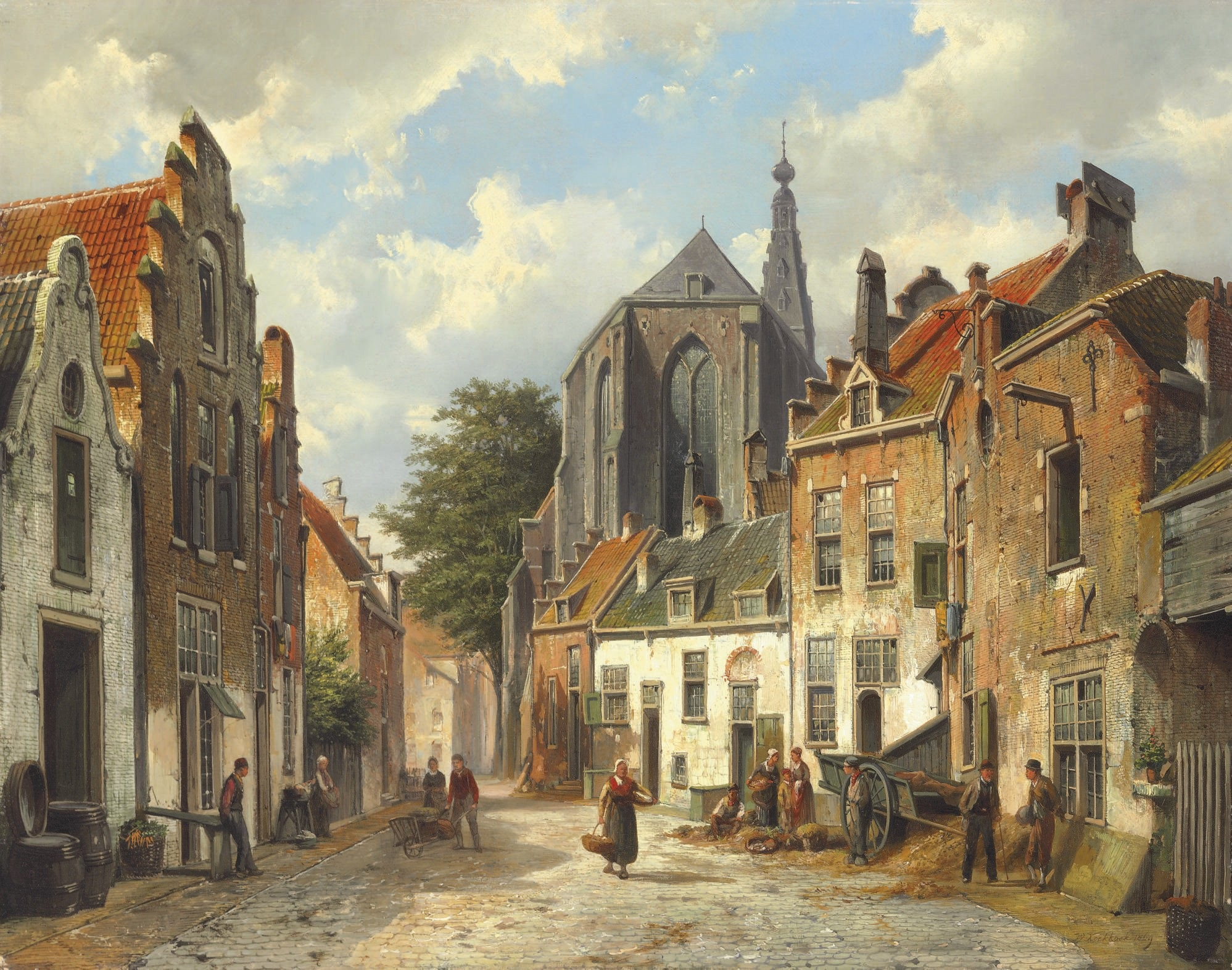
Willem Koekkoek: Stadsmensen in een zonnige Hollandse straat
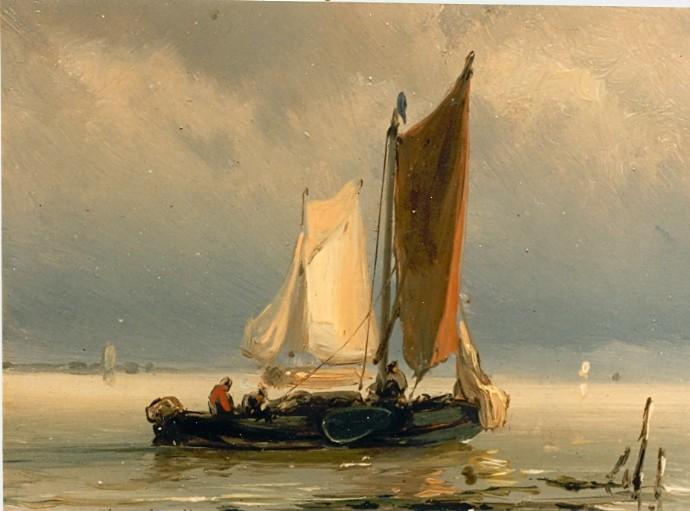
Johannes Hermanus Barend Koekkoek: Zeilschip op kalme zee
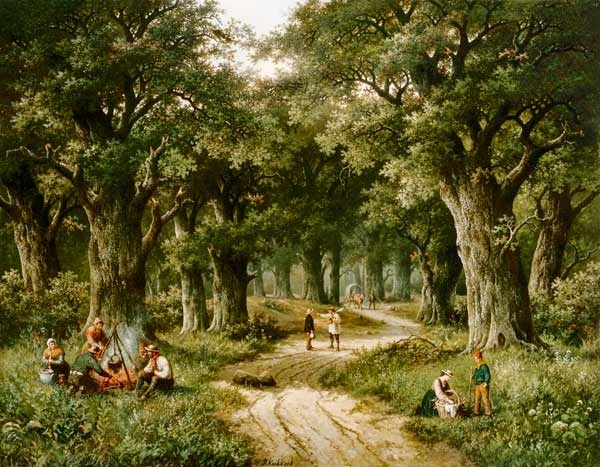
Barend Hendrik Koekkoek: Boeren bij een vuurplaats op de rand van een bosweg
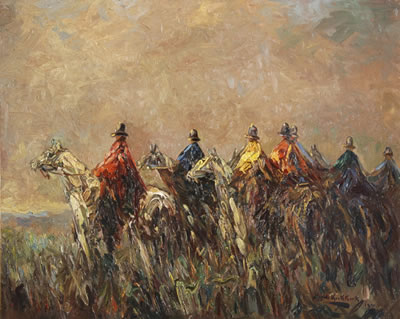
Stephen Robert Koekkoek: Ruiters in het veld
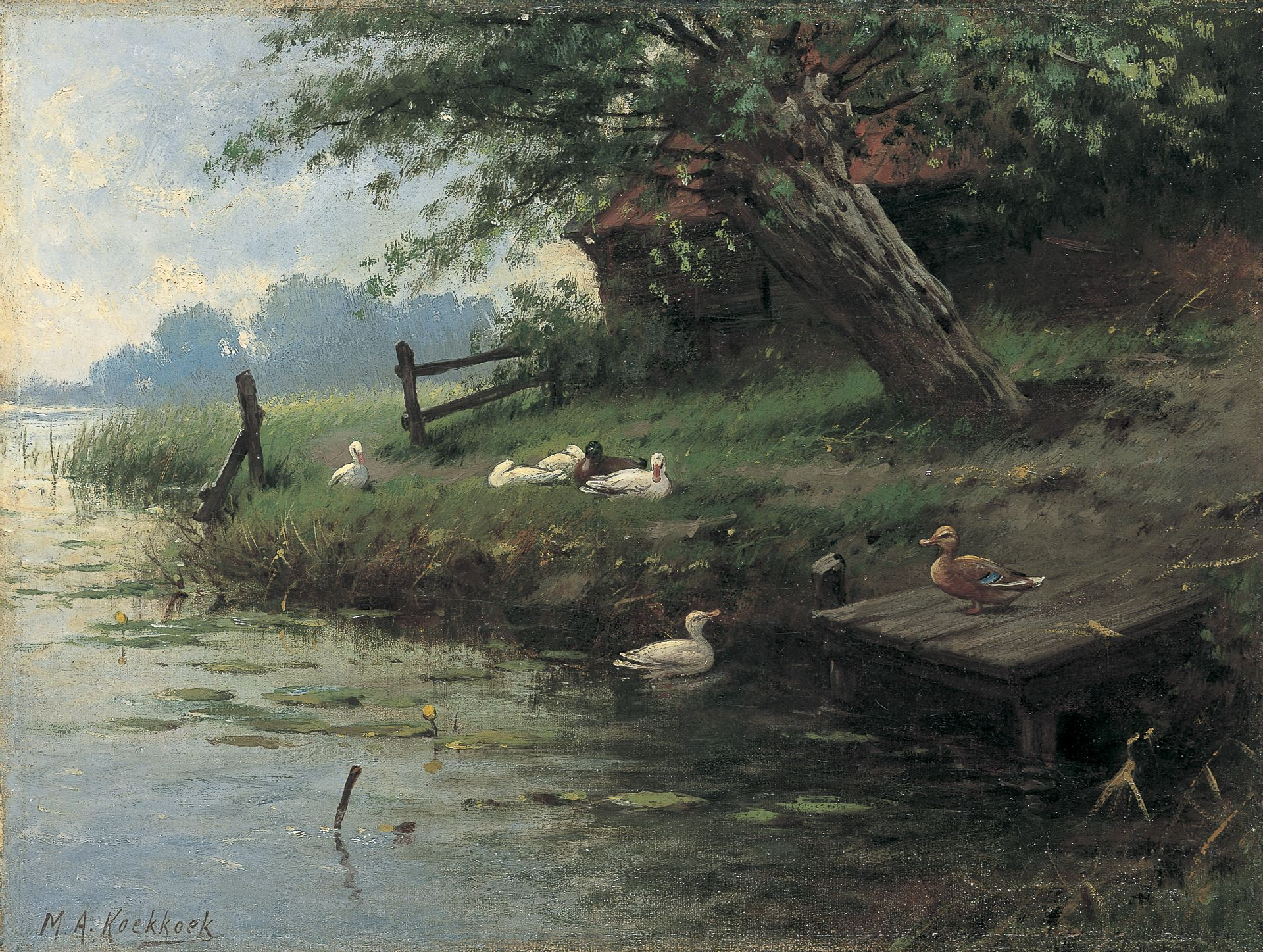
Marinus Adrianus Koekkoek: Eenden aan de rivieroever